# Система числення
Системою числення, або нумерацією, називається сукупність правил і знаків, за допомогою яких можна відобразити (кодувати) будь-яке невід'ємне число.
До систем числення висуваються певні вимоги, серед яких найбільш важливими є вимоги однозначного кодування невід'ємних чисел 0, 1,… з деякої їх скінченної множини — діапазону Р за скінченне число кроків і можливості виконання щодо чисел арифметичних і логічних операцій. Крім того, системи числення розв'язують задачу нумерації, тобто ефективного переходу від зображень чисел до номерів, які в даному випадку повинні мати мінімальну кількість цифр. Від вдалого чи невдалого вибору системи числення залежить ефективність розв'язання зазначених задач і її використання на практиці.
Розрізняють такі типи систем числення:
- позиційні
- змішані
- непозиційні

## Історія виникнення систем числення
Історично першими виникли непозиційні системи числення. Вони ґрунтуються на кількісному підході до визначення числа, який для кодування тих чи інших кількостей застосовував особливі знаки — числа. Кожному такому знаку відповідав кількісний еквівалент. Наприклад, у так званій римській нумерації знаку X відповідала кількість елементів множини, яка дорівнювала 10.
Надалі такими знаками-числами користувалися також для одержання інших чисел. Так, якщо перед знаком X ставилась вертикальна риска, то отримували знак IX, який означав, що від десяти треба відняти одиницю і результат буде дорівнювати 9. Знаки, подібні X, називаються вузловими. Вони широко використовувалися в первісних непозиційних системах числення. Слід ще раз зазначити, що серед цих знаків не було такого, який би відповідав нулю. Це свідчить про те, що нуль у той час ще не був сформований як число.
Кількість чисел, яку можна було одержати з допомогою непозиційного кодування, через його складність і відповідно велику кількість чисел, що потребували запам'ятовування, була обмежена кількома сотнями, і, крім того, щодо цих чисел досить важко було виконувати арифметичні й логічні операції. Тому надалі з розвитком науки виникла потреба в більш ефективних системах числення, які б мали прості правила кодування чисел, та легко виконували б щодо них арифметичні й логічні операції. Такі системи чисел були створені і отримали назву позиційних. Більш докладно ці системи числення будуть розглянуті нижче, тому що вони складають на сьогодні основу теорії систем числення взагалі.

## Позиційна система
У позиційних системах числення одна і та ж цифра (числовий знак) у записі числа набуває різних значень залежно від своєї позиції. Таким чином, позиція цифри має вагу у числі. Здебільшого вага кожної позиції кратна деякому натуральному числу {\displaystyle b}, {\displaystyle b>1}, яке називається основою системи числення.
Наприклад, якщо b — натуральне число ({\displaystyle b>1}), то для представлення числа x у системі числення з основою b його подають у вигляді лінійної комбінації степенів числа b:
{\displaystyle x=\sum _{k=0}^{n}a_{k}b^{k}}, де {\displaystyle a_{k}} — цілі, {\displaystyle 0\leq a_{k}<b}
Іншими словами, основа — це кількість символів, що використовуються при записуванні чисел.
Приклад
Наприклад, число «двісті чотири» представляється у десятковій системі числення у вигляді:
{\displaystyle 204=2\cdot 10^{2}+0\cdot 10^{1}+4\cdot 10^{0}}
Використовуючи позиційний принцип, можна зобразити будь-яке дійсне число за допомогою усього лиш десяти цифр у їх різних комбінаціях.

## Змішана система
Змішана система числення є узагальненням системи числення з основою {\displaystyle b} і її часто відносять до позиційних систем числення. Основою змішаної системи є послідовність чисел, що зростає, {\displaystyle \{b_{k}\}_{k=0}^{\infty }} і кожне число {\displaystyle x} представляється як лінійна комбінація:
{\displaystyle x=\sum _{k=0}^{n}a_{k}b_{k}}, де на коефіцієнти {\displaystyle a_{k}} (цифри) накладаються деякі обмеження.
Якщо {\displaystyle b_{k}=b^{k}} для деякого {\displaystyle b}, то змішана система збігається з {\displaystyle b}-основною системою числення.
Найвідомішим прикладом змішаної системи числення є представлення часу у вигляді кількості діб, годин, хвилин і секунд. При цьому величина d днів h годин m хвилин s секунд відповідає значенню {\displaystyle d\cdot 24\cdot 60\cdot 60+h\cdot 60\cdot 60+m\cdot 60+s} секунд.

### Система числення Фібоначчі
Представлення засновується на числах Фібоначчі:
{\displaystyle x=\sum _{k=0}^{n}f_{k}F_{k}}, де {\displaystyle F_{k}} — числа Фібоначчі, {\displaystyle f_{k}\in \{0,1\}}, при цьому у записі {\displaystyle f_{n}f_{n-1}\dots f_{0}} не зустрічаються дві одиниці підряд.

### Факторіальна система числення
Представлення використовує факторіал натуральних чисел:
{\displaystyle x=\sum _{k=1}^{n}d_{k}k!}, де {\displaystyle 0\leq d_{k}\leq k}.

### Біноміальна система числення
Представлення використовує біноміальні коефіцієнти:
{\displaystyle x=\sum _{k=1}^{n}{c_{k} \choose k}}, де {\displaystyle 0\leq c_{1}<c_{2}<\dots <c_{n}}.

### Система числення мая
Мая використовували двадцяткову систему числення за одним винятком: у другому розряді було не 20, а 18 ступенів, тобто після числа (17)(19) відразу йшло число (1)(0)(0). Це було зроблено для полегшення розрахунків календарного циклу, оскільки (1)(0)(0) дорівнювало 360, що приблизно дорівнює кількості днів у сонячному році.

## Непозиційна система
У непозиційних системах числення величина, яку позначає цифра, не залежить від позиції її у числі. При цьому система може накладати обмеження на позиції цифр, наприклад, щоб вони були
розташовані по спаданню, чи згруповані за значенням. Проте це не є принциповою умовою для розуміння записаних такими системами чисел.
Типовим прикладом непозиційної системи числення є римська система числення, в якій як цифри використовуються латинські букви:
| Римська цифра | Десяткове значення |
| ------------- | ------------------ |
| I             | 1                  |
| V             | 5                  |
| X             | 10                 |
| L             | 50                 |
| C             | 100                |
| D             | 500                |
| M             | 1000               |

Наприклад, VII = 5 + 1 + 1 = 7. Тут символи V і I означають 5 і 1, відповідно, незалежно від місця їх у числі.

## Застосування
У нумізматиці особливо велику вагу мають десяткова система, дванадцяткова (дуодецимальна), четвіркова та шісткова системи. У інформаційних технологіях застосовуються двійкова, десяткова, вісімкова, та шістнадцяткова системи.